# 溷川

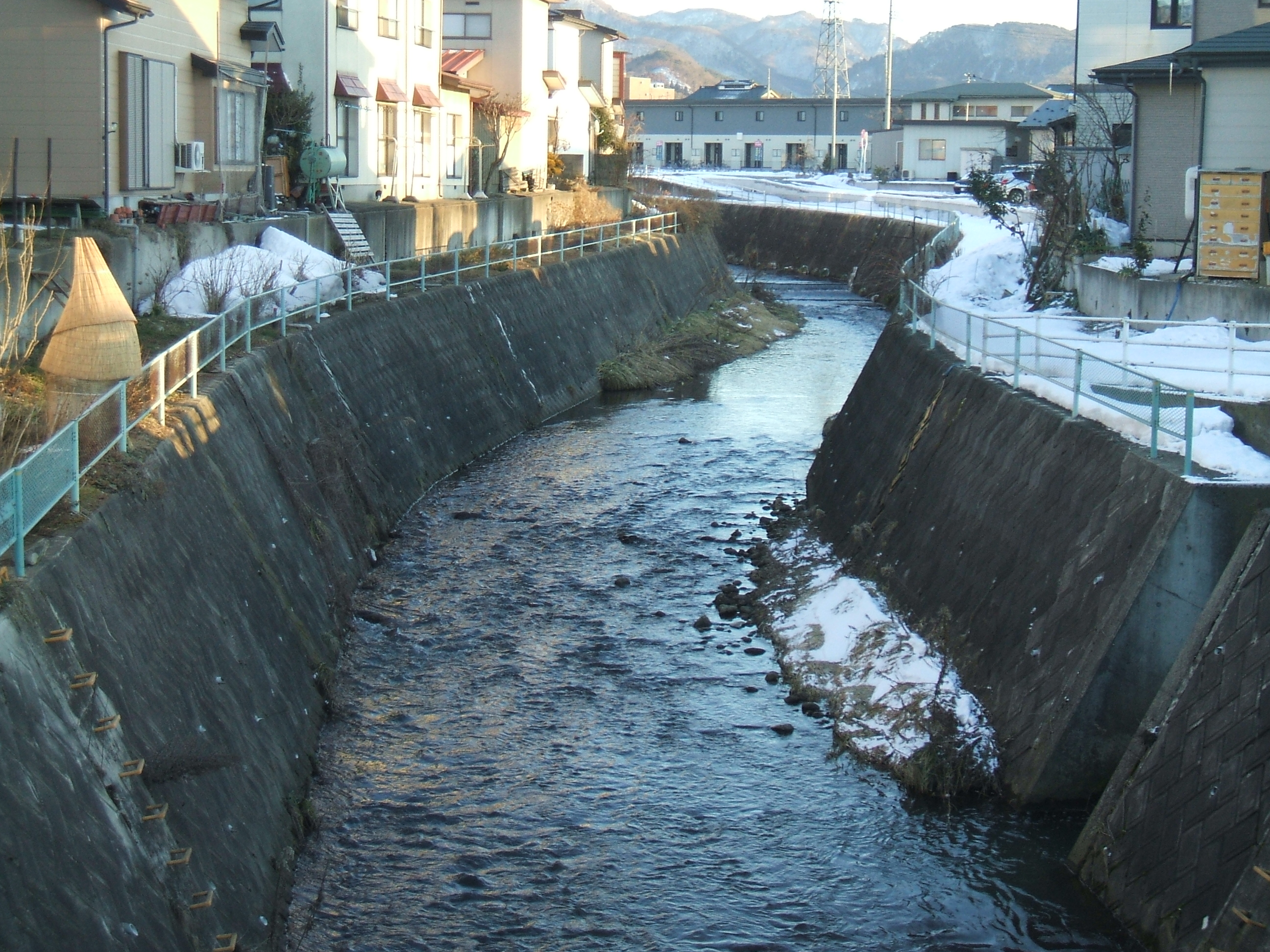
支流の不動川、福島県会津若松市一箕町付近

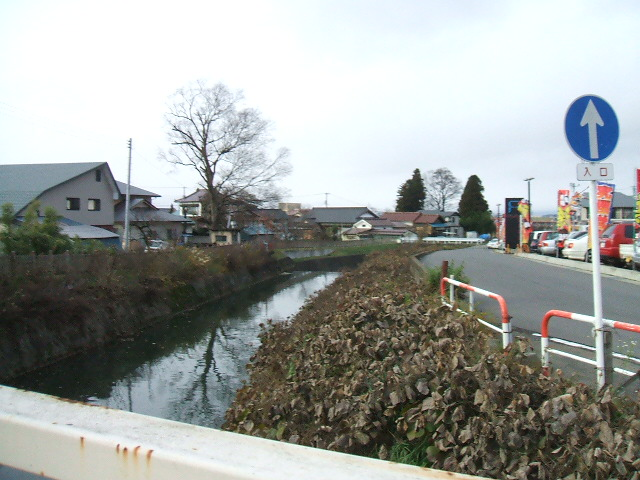
不動川、国道49号不動川橋から

溷川（せせなぎがわ）は、福島県に源流を持つ一級河川で、一級水系、阿賀野川水系に属する。

## 概要
会津若松市にある背炙山などを水源とし、同市高野町、河東町、河沼郡湯川村などを流れる。不動川、金山川、大工川などの支流を持ち、それぞれ会津若松市から湯川村にかけての区間で溷川に合流している。溷川は阿賀川の3次支流、それぞれの支流は阿賀川の4次支流である。その後本河川は、河沼郡湯川村付近で旧湯川と合流する。旧湯川は合流地点の北（福島県喜多方市塩川地区)で日橋川と合流している。また、会津若松市の市街地は本河川とその支流及び湯川によって生じた扇状地に形成されたとされる。
そのほか、古くは渠川とも書かれたされる。加えて、国土交通省が提供する「川の防災情報」で、湯川村における本河川の雨量と水位を確認することができる。
また、前述のように不動川と呼ばれている支流の上流には、滝沢不動滝（白糸の滝）と呼ばれる滝がある。この滝は、「ふくしまの水三十選」に選ばれている。加えて、本河川のせせなぎとはせせらぎを意味するとされるほか、排水路の意味も持つとされる。

## 支流
- 不動川
- 金山川
- 大工川
- 谷沢川
- 第1沼川
- 第2沼川

## 本河川に架かる橋梁

### 不動川
- 不動川橋（福島県道64号会津若松裏磐梯線、千石通り）
- 不動川橋（国道49号、滝沢バイパス）
  - 上記2箇所では、それぞれ近接した交差点の名前になっている

### 溷川
- 粟の宮橋
- 館の内橋
- 溷川橋
- 橋本橋（会津若松市道）
- 新溷橋（国道121号）
- 溷橋（会津若松市道）